# جغدی
جغدی (جاجرم)، روستایی از توابع بخش جلگه شوقان شهرستان جاجرم در استان خراسان شمالی ایران است.

## جمعیت
این روستا در دهستان شوقان قرار دارد و براساس سرشماری مرکز آمار ایران در سال ۱۳۸۵، جمعیت آن ۱۱۲ نفر (۳۱خانوار) بوده‌است.
این روستا دارای مردمانی باگویش کرمانجی است دارای رشته قناتهای منظم که درحال حاضر اکثرا بدلیل عدم رسیدگی خشک شده اند
روستای جغدی نیز همانند روستای بام دارای درخت ارس باقدمت حدود۷۰۰ساله بود که شخصی بنام حاج شاه حسین شرافتی بدلیل قرارگرفتن این درخت در ملک شخص مبادرت به قطع آن نمود وشخصی بنام حاج نقدعلی رحمانی با شکایت از وی محکوم به پرداخت جریمه نقدی گردید
در قسمت شمالی روستای جغدی قلعه ای سنگی با کاربری نطامی خود نمایی میکند وبعد ار گدشت سه هزار سال همچنان خود نمایی میکند
جالب اینکه اگر در گوگل ارس این قلعه را سرچ کنید قلعه شبیه یک پادشاه است!!!
مردم این روستا اکثرا دامدار وباعدار هستند و محصول روستا آلو رطب است
روستای جعدی دو کلاته دارد بنام ریزی کوچک وریزی بزرگ دارای باغهای زیبا وآب وهوای بسیار مطبوع با مردمانی خونگرم
لازم بذکراست که از کرنخ تا شهر شوقان شهری بزرگ باجمعیت بسیار در استان مرو در زمان یزد گرد سوم حاکم ساسانی وجود داشت همچنین قرل از ساسانیان در زمان‌حکومت هخامشیان قصر دختر داریوش در روستای ناویا قرار داشت!!
لذا وجود برجها وقلعه های بجا مانده در این متطقه به سلسله هخامنشیان وبعد از ان به زمان ساسانیان باز میگردداین روستا اتار باستانی های متعددی دارد و دارای غار معروفی به نام گنج کوه است 
امید است مردم خوب این متطقه با کسب دانش از نحوه زندگی نیاکانشان و پاسداری از مناطق باستانی وظیفه خودشان را به نحو احسن انجام دهند و از تخریب نمادها وعلایم باستانی که هویت وشناسنامه واقعی شان است خود داری نمایند
مطالب فوق توسط رضاابراهیمی تنظیم ودر اختیار علاقمندان قرار گرفت